# Epeus
Epeus là một chi nhện trong họ Salticidae.